# Johnny Lever
John Rao, dit Johnny Lever (né le 7 janvier 1950), est un acteur indien très réputé pour ses prestations dans des rôles comiques.

## Carrière

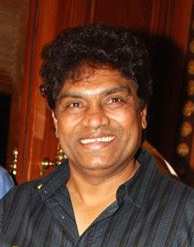
Johny Lever en 2009.

Originaire de l'Andhra Pradesh, un état du sud de l'Inde, la famille de John Rao s'installe à Mumbai lorsque le père est embauché par le groupe Hindustan Lever Ltd. John, écolier, se rend populaire auprès de ses camarades de classe en imitant les professeurs. Il s'intéresse au théâtre et au cinéma, mais ses parents, d'origine modeste, ne l'encouragent pas dans cette voie. Son père lui trouve un travail au sein du groupe Hindustan Lever Ltd. Il le gardera six ans, tout en décrochant de petits rôles dans des films sans grand intérêt.
En 1981, Sunil Dutt lui donne sa chance en lui offrant de tourner dans Dard Ka Rishta. John Rao, quitte immédiatement Hindustan Lever Ltd, et adopte le pseudonyme Johnny Lever en référence à son ancien employeur. Il confirme rapidement son talent d'imitateur et ses qualités d'improvisateur (la plupart des personnages qu'il interprète sont créés au moment où il entre en scène). Il obtient son meilleur rôle en 1993 avec le film Baazigar.
Sa carrière est couronnée par deux Filmfare Awards consécutifs en 1997 et 1998. Si le film Rock Dancer dans lequel il tourne en 1995 avec la chanteuse Samantha Fox passe relativement inaperçu, il n'en est pas de même pour Ishq (1997), Kuch Kuch Hota Hai (1998), Asoka (2001), La Famille indienne (2001) ou Koi... mil gaya (2003) qui rencontrent tous un immense succès populaire.

## Filmographie

### Acteur
- 1981 : Yeh Rishta Na Tootay, de K. Vijayan
- 1982 : Dard Ka Rishta, de Sunil Dutt
- 1984 : Ek Nai Paheli, de Kailasam Balachander
- 1986 : Love 86, de Esmayeel Shroff
- 1987 : Jalwa, de Pankaj Parashar
- 1988 : Ghar Mein Ram Gali Mein Shyam, de Subhash Sanik
- 1988 : Aakhri Adaalat, de Rajiv Mehra
- 1988 : Kasam, de Umesh Mehra
- 1988 : Hatya, de Kirti Kumar
- 1988 : Hero Hiralal, de Ketan Mehta
- 1989 : Suryaa: The Awakening, de Esmayeel Shroff
- 1989 : Mujrim, de Umesh Mehra
- 1989 : Main Azaad Hoon, de Tinnu Anand
- 1989 : Kala Bazaar, de Rakesh Roshan
- 1989 : Doosra Kanoon (téléfilm), de Sukhwant Dhadda
- 1989 : Ilaaka, de Aziz Sejawal
- 1989 : Jaadugar, de Prakash Mehra
- 1989 : ChaalBaaz, de Pankaj Parashar
- 1990 : Kishen Kanhaiya, de Rakesh Roshan
- 1990 : Bandh Darwaza, de Shyam Ramsay et Tulsi Ramsay
- 1990 : Kafan, de Dhirendra Bohra
- 1991 : Narasimha, de N. Chandra
- 1991 : Hag Toofan, de Kanti Shah
- 1991 : Vishnu-Devaa, de K. Pappu
- 1992 : Humlaa, de N. Chandra
- 1992 : Khiladi, de Abbas Alibhai Burmawalla et Mastan Alibhai Burmawalla
- 1992 : Chamatkar, de Rajiv Mehra
- 1993 : Mahakaal, de Shyam Ramsay et Tulsi Ramsay
- 1993 : Aasoo Bane Angaarey, de Mehul Kumar
- 1993 : Roop Ki Rani Choron Ka Raja, de Satish Kaushik
- 1993 : Anari, de K. Muralimohana Rao
- 1993 : Santaan, de Narayana Rao Dasari
- 1993 : Baazigar, de Abbas Alibhai Burmawalla et Mastan Alibhai Burmawalla
- 1993 : Aulad Ke Dushman, de Rajkumar Kohli
- 1994 : Zamane Se Kya Darna, de Bobby Raj
- 1994 : Juaari, de Jagdish A. Sharma
- 1994 : Ekka Raja Rani, de Afzal Ahmad
- 1994 : Bhagyawan, de S.K. Subash
- 1994 : Kanoon, de Sushma Shiromani
- 1994 : Anjaam, de Rahul Rawail
- 1994 : Dilbar, de B. Krishna Rao
- 1994 : Prem Yog, de Rajeev Kumar
- 1994 : Main Khiladi Tu Anari, de Sameer Malkan
- 1994 : Yaar Gaddar, de Umesh Mehra
- 1994 : Mr. Azaad, de Rama Rao Tatineni
- 1995 : Mohini (téléfilm), de Hema Malini
- 1995 : Karan Arjun, de Rakesh Roshan
- 1995 : Criminal (hi), de Mahesh Bhatt
- 1995 : Rock Dancer, de V. Menon et Memon Roy
- 1995 : Ram Shastra, de Sanjay Gupta
- 1995 : Haqeeqat, de Sandesh Kohli
- 1996 : Jaan, de Raj Kanwar
- 1996 : Himmatvar, de Talat Jani
- 1996 : Hahakaar, de Sudarshan K. Rattan
- 1996 : Bhishma, de Jagdish A. Sharma
- 1996 : Daraar, de Abbas Alibhai Burmawalla et Mastan Alibhai Burmawalla
- 1996 : Jeet, de Raj Kanwar
- 1996 : Dushman Duniya Ka, de Mehmood
- 1996 : Sapoot, de Jagdish A. Sharma
- 1996 : Raja Hindustani, de Dharmesh Darshan
- 1997 : Kaalia, de T.L.V. Prasad
- 1997 : Judge Mujrim, de Jagdish A. Sharma
- 1997 : Himalay Putra, de Pankaj Parashar
- 1997 : Dil Deewana Maane Na, de Naresh Malhotra
- 1997 : Judaai, de Raj Kanwar
- 1997 : Auzaar, de Sohail Khan
- 1997 : Koyla, de Rakesh Roshan
- 1997 : Do Ankhen Barah Hath, de Kirti Kumar
- 1997 : Yes Boss, de Aziz Mirza
- 1997 : Gambler, de Dayal Nihalani
- 1997 : Deewana Mastana, de David Dhawan
- 1997 : Mr. & Mrs. Khiladi, de David Dhawan
- 1997 : Krishna Arjun, de Shailendra Shukla
- 1997 : Ishq, de Indra Kumar
- 1998 : Tirchhi Topiwale, de Nadeem Khan
- 1998 : Kareeb, de Vidhu Vinod Chopra
- 1998 : Miss 420, de Akashdeep
- 1998 : Ustadon Ke Ustad, de T.L.V. Prasad
- 1998 : Aakrosh: Cyclone of Anger, de Lateef Binny
- 1998 : Keemat, de Sameer Malkan
- 1998 : Aunty No. 1, de Kirti Kumar
- 1998 : Jab Pyaar Kissi Se Hota Hai, de Deepak Sareen
- 1998 : Achanak, de Naresh Malhotra
- 1998 : Dulhe Raja, de Harmesh Malhotra
- 1998 : Iski Topi Uske Sarr, de Raju Mavani
- 1998 : Barood, de Pramod Chakravorty
- 1998 : Soldier (en), de Abbas Alibhai Burmawalla et Mastan Alibhai Burmawalla
- 1998 : Kuch Kuch Hota Hai, de Karan Johar
- 1998 : Wajood, de N. Chandra
- 1999 : Sirf Tum, de Ahathian
- 1999 : Heeralal Pannalal, de Kawal Sharma
- 1999 : Benaam, de T.L.V. Prasad
- 1999 : Hum Aapke Dil Mein Rehte Hain, de Satish Kaushik
- 1999 : Daag: The Fire, de Raj Kanwar
- 1999 : Laawaris, de Shrikant Sharma
- 1999 : International Khiladi, de Umesh Mehra
- 1999 : Silsila Hai Pyar Ka, de Shrabani Deodhar
- 1999 : Anari No. 1, de Sandesh Kohli
- 1999 : Baadshah, de Abbas Alibhai Burmawalla et Mastan Alibhai Burmawalla
- 1999 : Hello Brother, de Sohail Khan
- 1999 : Hum Tum Pe Marte Hain, de Nabh Kumar 'Raju'
- 1999 : Khoobsurat (hi), de Sanjay Chel
- 1999 : Jaanwar, de Suneel Darshan
- 2000 : Kunwara, de David Dhawan
- 2000 : Krodh, de Ashok Honda
- 2000 : Khatarnak, de Mahesh Kothare
- 2000 : Mela, de Dharmesh Darshan
- 2000 : Kaho Naa... Pyaar Hai, de Rakesh Roshan
- 2000 : Dulhan Hum Le Jayenge, de David Dhawan
- 2000 : Phir Bhi Dil Hai Hindustani, de Aziz Mirza
- 2000 : Badal, de Raj Kanwar
- 2000 : Hadh Kar Di Aapne, de Manoj Agrawal
- 2000 : Dil Hi Dil Mein, de Kathir
- 2000 : Hum To Mohabbat Karega, de Kundan Shah
- 2000 : Joru Ka Ghulam, de Shakeel Noorani
- 2000 : Deewane, de Harry Baweja
- 2000 : Tera Jadoo Chal Gayaa, de A. Muthu
- 2000 : Hamara Dil Aapke Paas Hai, de Satish Kaushik
- 2000 : Fiza, de Khalid Mohamed
- 2000 : Shikari, de N. Chandra
- 2000 : Aaghaaz, de Yogesh Ishwar
- 2000 : Beti No. 1, de Rama Rao Tatineni
- 2000 : Ghaath, de Akashdeep
- 2000 : Raju Chacha, de Anil Devgan
- 2001 : Farz, de Raj Kanwar
- 2001 : Aashiq, de Indra Kumar
- 2001 : Censor, de Dev Anand
- 2001 : Chori Chori Chupke Chupke, de Abbas Alibhai Burmawalla et Mastan Alibhai Burmawalla
- 2001 : Love Ke Liye Kuchh Bhi Karega, de E. Nivas
- 2001 : Nayak : The Real Hero, de S. Shankar
- 2001 : Asoka, de Santosh Sivan
- 2001 : Lajja, de Rajkumar Santoshi
- 2001 : Ajnabee, de Abbas Alibhai Burmawalla et Mastan Alibhai Burmawalla
- 2001 : La Famille indienne (Kabhi Khushi Kabhie Gham...), de Karan Johar
- 2001 : Aamdani Atthanni Kharcha Rupaiya, de K. Raghavendra Rao
- 2002 : Yeh Dil Aashiqanaa, de Kuku Kohli
- 2002 : Yeh Mohabbat Hai, de Umesh Mehra
- 2002 : Tumko Na Bhool Paayenge, de Pankaj Parashar
- 2002 : Pyaar Diwana Hota Hai, de Kirti Kumar
- 2002 : Yeh Kaisi Mohabbat, de Dinkar Kapur
- 2002 : Awara Paagal Deewana, de Vikram Bhatt
- 2002 : Humraaz, de Abbas Alibhai Burmawalla et Mastan Alibhai Burmawalla
- 2002 : Ankhiyon Se Goli Maare, de Harmesh Malhotra
- 2002 : Jaani Dushman : Ek Anokhi Kahani, de Rajkumar Kohli
- 2002 : Annarth, de Ravi Dewan
- 2002 : Kehtaa Hai Dil Baar Baar, de Rahul Dholakia
- 2002 : Karz, de Harry Baweja
- 2002 : Chalo Ishq Ladaaye, de Aziz Sejawal
- 2003 : Baap Ka Baap, de Mahesh Kothare
- 2003 : Kuch To Hai, de Anurag Basu et Anil V. Kumar
- 2003 : Khushi, de Surya S.J.
- 2003 : Kash... Aap Hamare Hote, de Ravindra Peepat
- 2003 : Indian Babu, de Lawrence D'Souza
- 2003 : Andaaz, de Raj Kanwar
- 2003 : Chalte Chalte, de Aziz Mirza
- 2003 : Main Prem Ki Diwani Hoon, de Sooraj R. Barjatya
- 2003 : Koi... mil gaya, de Rakesh Roshan
- 2003 : Market, de Jay Prakash
- 2003 : Janasheen, de Feroz Khan
- 2004 : God Only Knows!, de Bharat Dabholkar
- 2004 : Meri Biwi Ka Jawaab Nahin, de Pankaj Parashar et S.M. Iqbal
- 2004 : Hatya: The Murder, de Kader Kashmiri
- 2005 : 36 China Town, de Abbas Alibhai Burmawalla et Mastan Alibhai Burmawalla
- 2005 : Padmashree Laloo Prasad Yadav, de Mahesh Manjrekar
- 2005 : Khullam Khulla Pyaar Karen, de Harmesh Malhotra
- 2005 : Deewane Huye Pagal, de Vikram Bhatt
- 2006 : Saawan: The Love Season, de Sawan Kumar
- 2006 : Phir Hera Pheri, de Neeraj Vora
- 2008 : Race, de Abbas Alibhai Burmawalla et Mastan Alibhai Burmawalla
- 2009 : De Dana Dan, de Priyadarshan
- 2010 : Dulha Mil Gaya : Un mari presque parfait, de Muddassar Aziz
- 2012 : Housefull 2, de Sajid Khan
- 2012 : Khiladi 786, de Ashish R. Mohan
- 2014 : Entertainment

### Chanteur de playback
- 1989 : ChaalBaaz, de Pankaj Parashar
- 1999 : Heeralal Pannalal, de Kawal Sharma

## Récompenses
- Filmfare Awards
  - 1998 : Meilleur acteur dans un rôle comique pour Deewana Mastana
  - 1999 : Meilleur acteur dans un rôle comique pour Dulhe Raja
- Zee Cine Awards
  - 2002 : Meilleur acteur dans un rôle comique pour Love Ke Liye Kuchh Bhi Karega